# ポルト・セグーロ
ポルト・セグーロ（Porto Seguro [ˈpoʁtu siˈɡuɾu]）は、ブラジル・バイーア州の都市。人口15万658人（2020年）。

## 概要
ポルト・セグーロは、1500年4月22日にペドロ・アルヴァレス・カブラルがブラジルを発見し、初めて上陸した地である。ポルト・セグーロとはポルトガル語で「安全な港」を意味する。1535年から19世紀までは栄えた港であり、その後20世紀後半からは観光地として成長している。
ポルト・セグーロは大西洋に面し、サルバドールの南707km、ビトリアの北613kmに位置する。また、東のEunápolisで国道101号線と接続している。ポルト・セグーロ空港は1993年に完成し、サルバドール、サンパウロ、ベロオリゾンテ、ポルトアレグレ、クリチバ、リオデジャネイロから直行便が就航している。国内各社だけでなく、ヨーロッパやアルゼンチンからチャーター便も就航している。
ポルト・セグーロの町は1535年に建設された。ポルト・セグーロの町は海岸沿いの小高い丘の上と海岸沿いの2層からなり、丘の上の上町には教会や広場などの公的な施設が、丘の下の下町には港や商業地区が配されている。ポルト・セグーロは多くの美しいビーチと植民地時代の雰囲気が残ることから、近年観光地として成長を続けている。近くには大西洋熱帯林の名残である森林もある。また、バイーア州で最も有名なカーニバルもおこなわれる。観光の成長は都市としての急成長をもたらし、1970年代に1万人未満だった人口は現在では12万人を超す。Buranhém川をはさんだ南隣の町Arraial d'Ajudaは、1990年の人口900人から2005年には11411人にまで成長した。
経済は観光業を中心に、漁業や農業、政府雇用、畜産にもとづいている。2003年には牛が66513頭おり、そのうち8647頭が乳牛だった。主な農産物は、サトウキビ、キャッサバ、バナナ、ゴム（19.8平方キロ、2003年）、カカウ（6.4平方キロメートル）、コーヒー、ココナッツ（19.95平方キロメートル）、グアバ、オレンジ、レモン、パパイヤ（10キロ²）、パッションフルーツ、パイナップル、コショウなどである。